# La ricciolella
La ricciolella è una canzone popolare in napoletano della metà del '700 di autore ignoto.
Il testo si è tramandato per via orale ed è stato trascritto nel 1814 da Antonio Scoppa e rielaborato e musicato nel 1824 da Guglielmo Cottrau.
Pubblicata per la prima volta nella raccolta Passatempi musicali dello stesso Cottrau fu successivamente reinterpretata da numerosi artisti. Tra le interpretazioni più celebri vi è quella di Sergio Bruni nella sua Antologia napoletana 1200-1990.

## Testo e traduzione
Me voglio i' a 'nzorare, oje dinto Fratta.

Me la voglio piglià, ricciolella Antonià,

Me la voglio piglià 'na frattajola.
Non me ne curo ca non tene dota,

Non me ne curo ca non tene dota,

Basta ca tene la, ricciolella Antonià,

Basta ca tene la connocchia 'mmano!
E quanno jammo a messa alla Maronna,

E quanno jammo a messa alla Maronna,

Parimmo tutte dduje, ricciolella Antonià,

Parimmo tutte dduje figlie a 'na mamma.»
Mi voglio sposare, oh in Frattamaggiore.

Me la voglio scegliere, ricciolina Antonietta,

Me la voglio scegliere una frattese.
Non me ne curo che non tiene dote,

Non me ne curo che non tiene dote,

Basta che ha la, ricciolina Antonietta,

Basta che ha la conocchia in mano!
E quando andiamo a messa alla Madonna,

E quando andiamo a messa alla Madonna,

Sembriamo tutti due, ricciolina Antonietta,

Sembriamo tutti due figli ad una mamma.»